# Црква Преображења Господњег у Будисавцима
Црква Преображења Господњег у Будисавцима је црква манастира Будисавци, у истоименом насељу, на територији општине Клина, на Косову и Метохији. Црква представља непокретно културно добро као споменик културе од изузетног значаја.

## Прошлост цркве
Манастирска црква је подигнута у 14. веку, посвећена је Христовом Преображењу. Није познато да ли се ради о властеоској задужбини или се на основу делимично очуваног натписа на каменој плочи уграђеној на источној страни апсиде ктиторство може приписати краљу Милутину. Предање везује овај храм за сестру краља Стефана Дечанског.

## Архитектура
Грађевина је складних пропорција, основе у виду равнокраког уписаног крста са споља тространом апсидом, куполом и припратом која је првобитно била нижа од постојеће из 19. века. Зидање је изведено алтернацијом камена и опеке која је на појединим партијама декоративно ређана.
Оригинални живопис је у потпуности уништен, црква је делимично била срушена, те је велику обнову манастир доживео 1568. године под патријархом Макаријем. Из тог времена потичу фреске које одликује сигуран цртеж и богат колорит, а представа ктитора Макарија свакако спада међу најлепше портрете српског сликарства 16. века.
Као метоху манастира Пећке патријаршије, у Будисавцима су током наредних векова вршене разне интервенције, како на цркви тако и на осталим манастирским здањима. Посебну вредност ризнице представља икона храмовне славе која се датује у крај 14. и почетак 15. века.